# Ciceronius elevaticornis
Ciceronius elevaticornis là một loài bọ cánh cứng trong họ Passalidae. Loài này được Kuwert miêu tả khoa học năm 1891.